# Nightfall of Diamonds
Nightfall of Diamonds je koncertní dvojalbum americké rockové skupiny Grateful Dead vydané v roce 2001. Album bylo nahrané 16. října 1989.

## Seznam skladeb

### Disk 1
1. "Picasso Moon" (John Barlow, Bob Bralove, Bob Weir) – 7:10 >
2. "Mississippi Half-Step Uptown Toodleloo" (Robert Hunter, Jerry Garcia) – 6:40 >
3. "Feel Like a Stranger" (Barlow, Weir) – 7:38
4. "Never Trust a Woman" (Brent Mydland) – 7:15
5. "Built to Last" (Hunter, Garcia) – 5:20
6. "Stuck Inside of Mobile with the Memphis Blues Again" (Bob Dylan) – 9:20
7. "Let It Grow" (Barlow, Weir) – 11:59 >
8. "Deal" (Hunter, Garcia) – 8:39

### Disk 2
1. "Dark Star" (Hunter, Garcia, Mickey Hart, Bill Kreutzmann, Phil Lesh, Ron McKernan, Weir) – 11:55 >
2. "Playing in the Band" (Hunter, Hart, Weir) – 8:02 >
3. "Uncle John's Band" (Hunter, Garcia) – 9:36 >
4. "Jam" (Grateful Dead) – 9:15 >
5. "Drums" (Hart, Kreutzman) – 6:05 >
6. "Space" (Garcia, Lesh, Weir) – 6:01 >
7. "I Will Take You Home" (Mydland) – 4:27 >
8. "I Need A Miracle" (Barlow, Weir) – 4:02 >
9. "Dark Star" (Hunter, Garcia, Hart, Kreutzman, Lesh, McKernan, Weir) – 5:20 >
10. "Attics of My Life" (Hunter, Garcia) – 4:45 >
11. "Playing in the Band" (Hunter, Hart, Weir) – 4:00
12. "And We Bid You Goodnight" (trad., arr. Grateful Dead) – 3:10

## Sestava
- Jerry Garcia – sólová kytara, zpěv
- Bob Weir – rytmická kytara, zpěv
- Phil Lesh – basová kytara, zpěv
- Brent Mydland – Hammondovy varhany, klávesy, zpěv
- Mickey Hart – bicí, perkuse
- Bill Kreutzman – bicí, perkuse